# Osphronemidae
Osphronemidae es una familia de peces del suborden de los anabántidos (laberíntidos) vulgarmente llamados gouramis o guramis. Si bien Osphronemus gourami es pescado y criado para el consumo humano, la importancia económica de esta familia se vincula principalmente al acuarismo, ya que incluye a algunos de los peces de acuario más populares, tales como Betta splendens (luchador de Siam), Macropodus opercularis (pez paraíso), Trichogaster leeri y Colisa lalia (colisa enana). Mediante la crianza selectiva desarrollada durante décadas han surgido variedades de acuario que se diferencian de los ejemplares salvajes por el gran desarrollo de las aletas impares y por la intensidad de su colorido. Otros esquemas clasificatorios se refieren a esta familia como Polyacanthidae o Belontidae (exceptuando Osphronemus).

## Características anatómicas y fisiológicas
En general son peces pequeños, salvo los miembros del género Osphronemus, que pueden llegar a medir 80 cm de largo. Poseen cuerpo alargado y lateralmente comprimido, cubierto de escamas ctenoides. Las aletas impares están muy desarrolladas y muchos poseen un rayo de la aleta pélvica elongado.

## Distribución
Son originarios de Asia. Están distribuidos desde Pakistán e India hasta Corea y el archipiélago malayo. Habitan diversos ambientes acuáticos, en especial lagunas, charcas y cuerpos de agua temporarios con bajas concentraciones de oxígeno, lo cual soportan bien gracias a su órgano laberíntico, que les permite aprovechar el oxígeno atmosférico.

## Especies
Existen unas 132 especies agrupadas en 14 géneros:
- Subfamilia Belontiinae
  - Género Belontia
    - Belontia hasselti (Cuvier, 1831).
    - Belontia signata (Günther, 1861).
- Subfamilia Macropodinae
  - Género Betta
    - Betta akarensis Regan, 1910.
    - Betta albimarginata Kottelat & Ng, 1994.
    - Betta anabatoides Bleeker, 1851.
    - Betta antoni Tan & Ng, 2006.
    - Betta balunga Herre, 1940.
    - Betta bellica Sauvage, 1884.
    - Betta breviobesus Tan & Kottelat, 1998.
    - Betta brownorum Witte & Schmidt, 1992.
    - Betta burdigala Kottelat & Ng, 1994.
    - Betta channoides Kottelat & Ng, 1994.
    - Betta chini Ng, 1993.
    - Betta chloropharynx Kottelat & Ng, 1994.
    - Betta coccina Vierke, 1979.
    - Betta compuncta Tan & Ng, 2006.
    - Betta dimidiata Roberts, 1989.
    - Betta edithae Vierke, 1984.
    - Betta enisae Kottelat, 1995.
    - Betta falx Tan & Kottelat, 1998.
    - Betta foerschi Vierke, 1979.
    - Betta fusca Regan, 1910.
    - Betta hipposideros Ng & Kottelat, 1994.
    - Betta ibanorum Tan & Ng, 2004.
    - Betta ideii Tan & Ng, 2006.
    - Betta imbellis Ladiges, 1975.
    - Betta krataios Tan & Ng, 2006.
    - Betta livida Ng & Kottelat, 1992.
    - Betta macrostoma Regan, 1910.
    - Betta mandor Tan & Ng, 2006.
    - Betta miniopinna Tan & Tan, 1994.
    - Betta patoti Weber & de Beaufort, 1922.
    - Betta persephone Schaller, 1986.
    - Betta pi Tan, 1998.
    - Betta picta (Valenciennes, 1846).
    - Betta pinguis Tan & Kottelat, 1998.
    - Betta prima Kottelat, 1994.
    - Betta pugnax (Cantor, 1849).
    - Betta pulchra Tan & Tan, 1996.
    - Betta renata Tan, 1998.
    - Betta rubra Perugia, 1893.
    - Betta rutilans Witte & Kottelat, 1991.
    - Betta schalleri Kottelat & Ng, 1994.
    - Betta simplex Kottelat, 1994.
    - Betta smaragdina Ladiges, 1972.
    - Betta spilotogena Ng & Kottelat, 1994.
    - Betta splendens Regan, 1910.
    - Betta strohi Schaller & Kottelat, 1989.
    - Betta taeniata Regan, 1910.
    - Betta tomi Ng & Kottelat, 1994.
    - Betta tussyae Schaller, 1985.
    - Betta uberis Tan & Ng, 2006.
    - Betta unimaculata (Popta, 1905).
    - Betta waseri Krummenacher, 1986.

  - Género Macropodus
    - Macropodus erythropterus Freyhof & Herder, 2002.
    - Macropodus hongkongensis Freyhof & Herder, 2002.
    - Macropodus ocellatus (de Beaufort, 1933).
    - Macropodus opercularis (Linnaeus, 1758).
    - Macropodus spechti Schreitmüller, 1936.

  - Género Malpulutta
    - Malpulutta kretseri Deraniyagala, 1937.

  - Género Parosphromenus
    - Parosphromenus allani Brown, 1987.
    - Parosphromenus anjunganensis Kottelat, 1991.
    - Parosphromenus bintan Kottelat & Ng, 1998.
    - Parosphromenus deissneri (Bleeker, 1859).
    - Parosphromenus filamentosus (Oshima, 1919).
    - Parosphromenus linkei Kottelat, 1991.
    - Parosphromenus nagyi Schaller, 1985.
    - Parosphromenus ornaticauda Kottelat, 1991.
    - Parosphromenus paludicola Tweedie, 1952.
    - Parosphromenus parvulus Vierke, 1979.

  - Género Pseudosphromenus
    - Pseudosphromenus cupanus (Cuvier, 1831).
    - Pseudosphromenus dayi (Engmann, 1909).

  - Género Trichopsis
    - Trichopsis pumila (Arnold, 1936).
    - Trichopsis schalleri (Kottelat & Ng, 1994).
    - Trichopsis vittata (Cuvier, 1831).
- Subfamilia Luciocephalinae (Trichogastrinae)
  - Género Colisa
    - Colisa lalia (Hamilton, 1822).

  - Género Ctenops
    - Ctenops nobilis McClelland, 1845.

  - Género Luciocephalus
    - Luciocephalus pulcher (Gray, 1830).

  - Género Parasphaerichthys
    - Parasphaerichthys lineatus Britz & Kottelat, 2002.
    - Parasphaerichthys ocellatus (de Beaufort, 1933).

  - Género Polyacanthus
    - Polyacanthus fasciatus (Regan, 1910).

  - Género Sphaerichthys
    - Sphaerichthys acrostoma Vierke, 1979.
    - Sphaerichthys osphromenoides Canestrini, 1860.
    - Sphaerichthys selatanensis Vierke, 1979.
    - Sphaerichthys vaillanti Pellegrin, 1930.

  - Género Trichogaster
    - Trichogaster chuna (Hamilton, 1822).
    - Trichogaster labiosus Day, 1877.
    - Trichogaster leerii (Bleeker, 1852).
    - Trichogaster microlepis (Günther, 1861).
    - Trichogaster pectoralis (Regan, 1910).
    - Trichogaster trichopterus (Pallas, 1770).
- Subfamilia Osphroneminae
  - Genus Osphronemus
    - Osphronemus exodon Roberts, 1994.
    - Osphronemus goramy Lacépède, 1801.
    - Osphronemus laticlavius Roberts, 1992.
    - Osphronemus septemfasciatus Roberts, 1992.

## Galería de imágenes

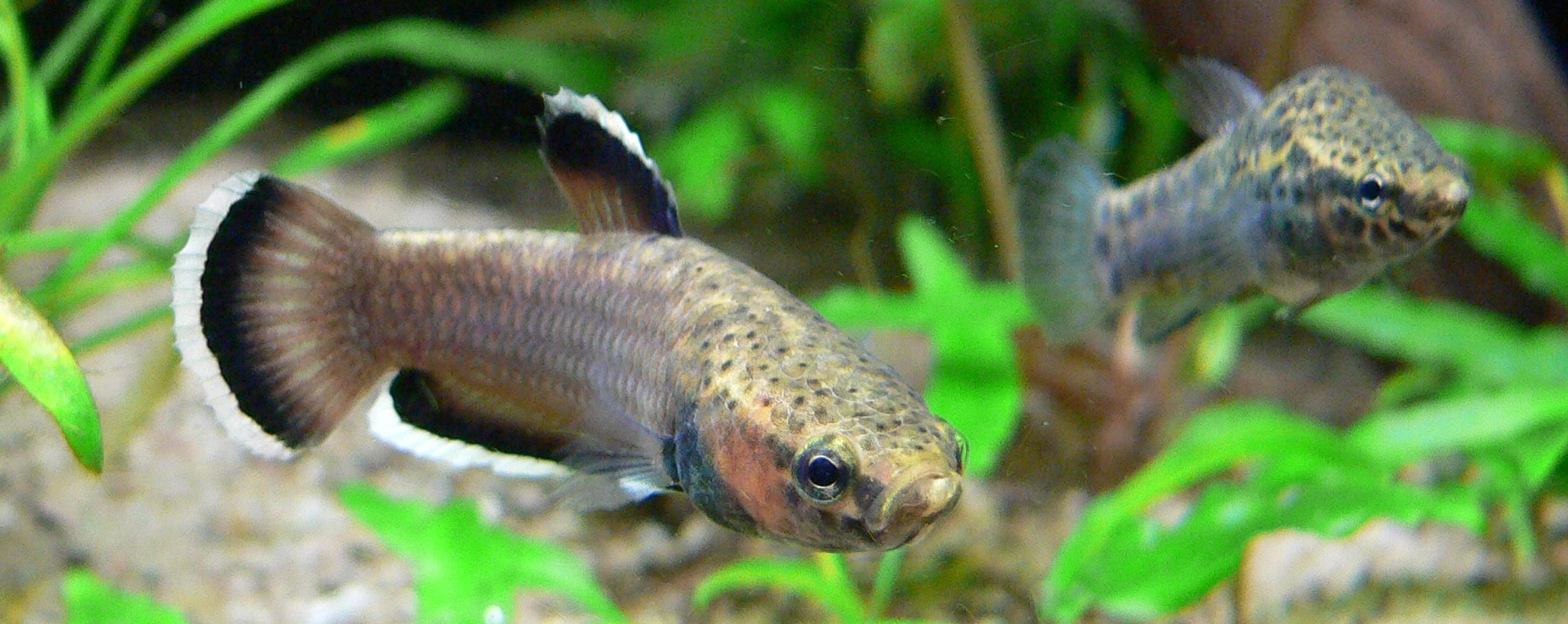
Betta albimarginata
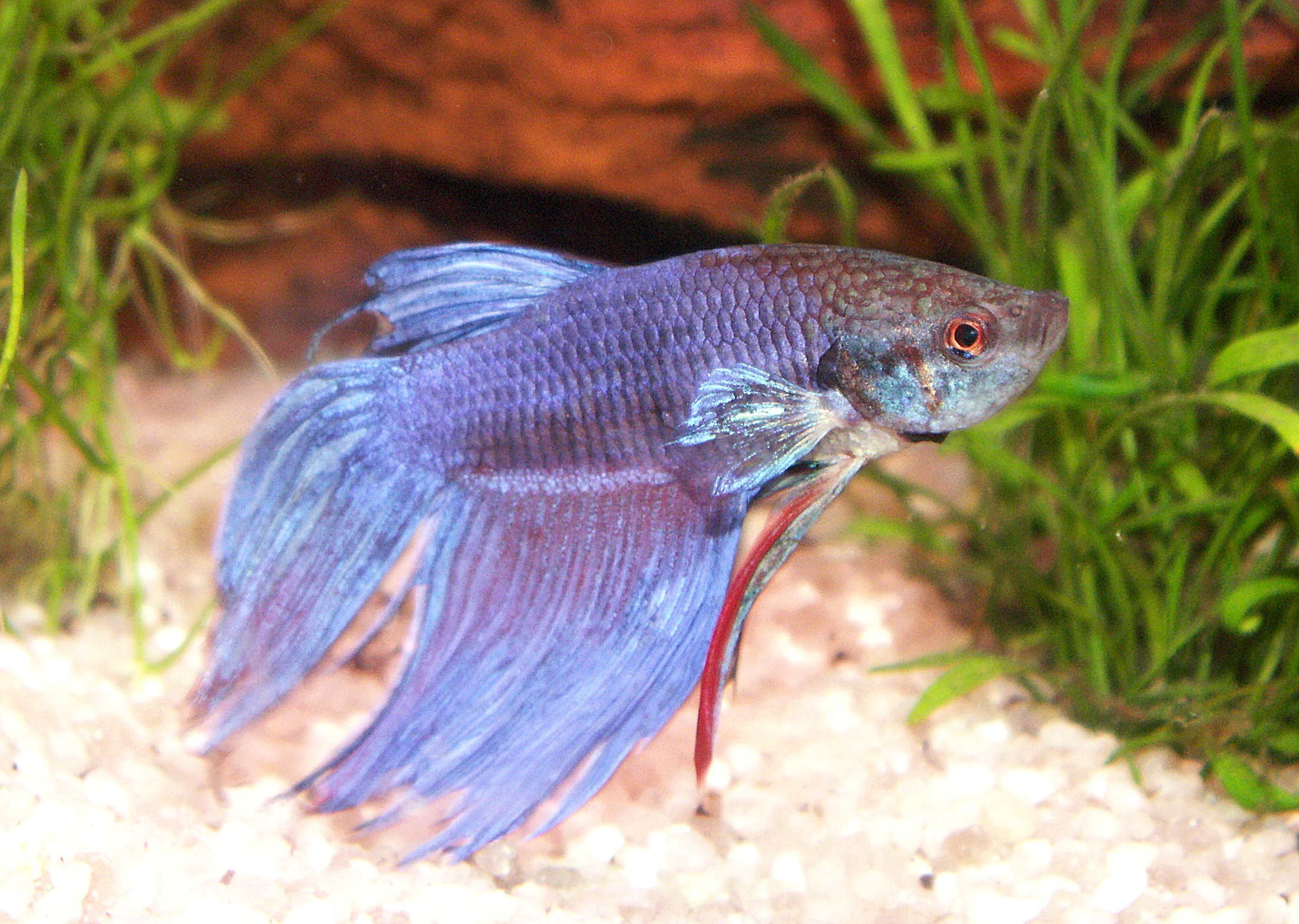
Betta splendens
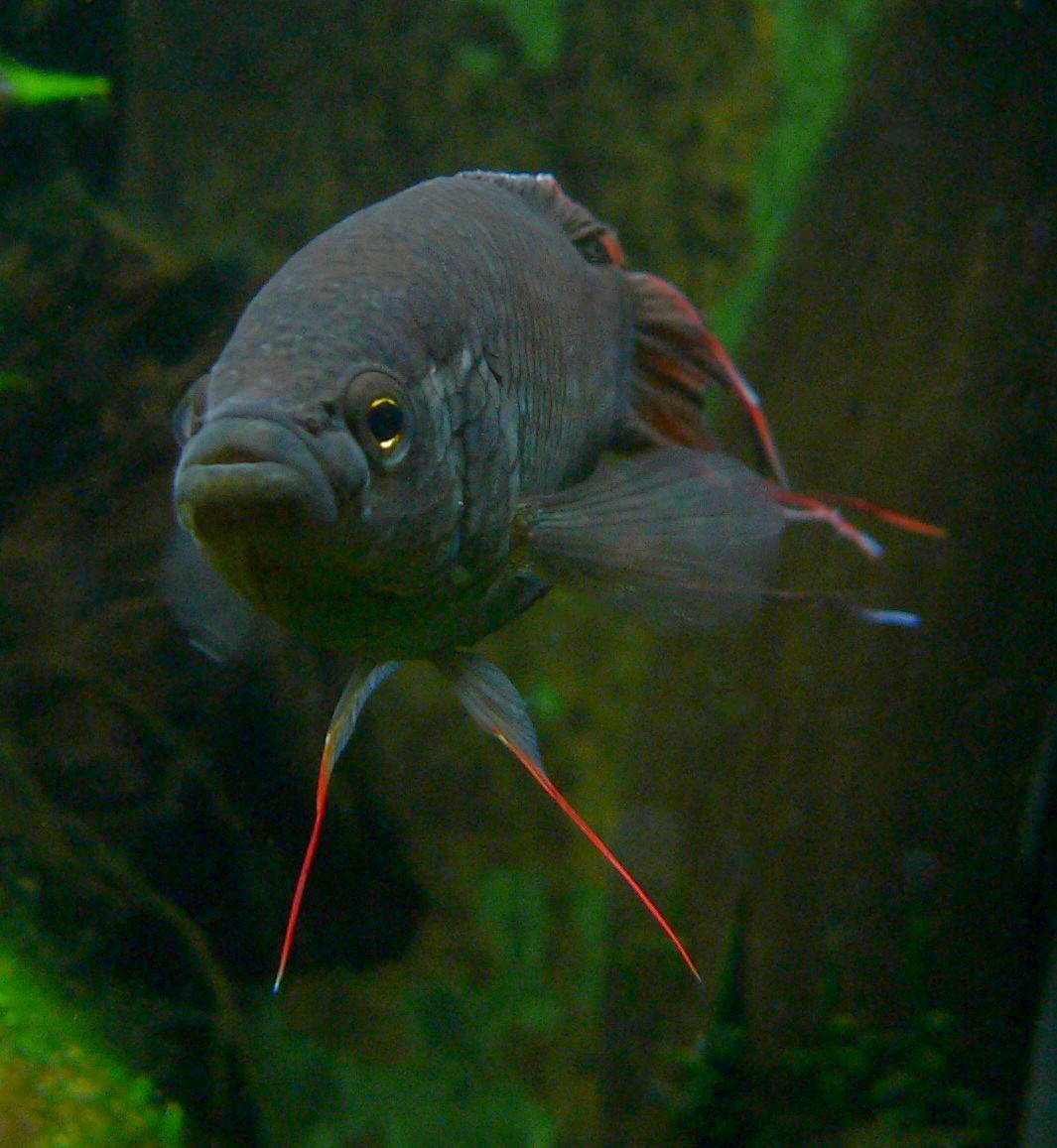
Macropodus erythropterus
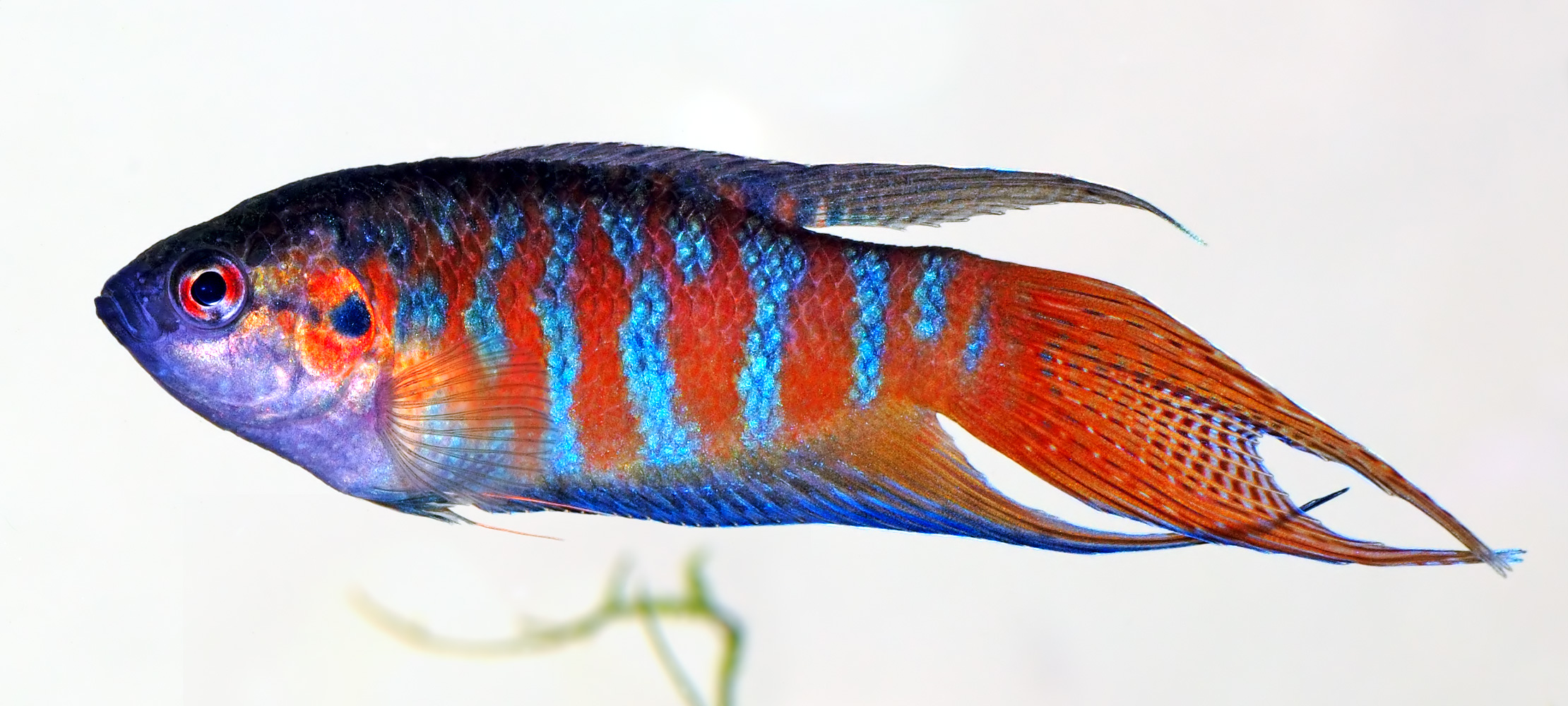
Macropodus opercularis
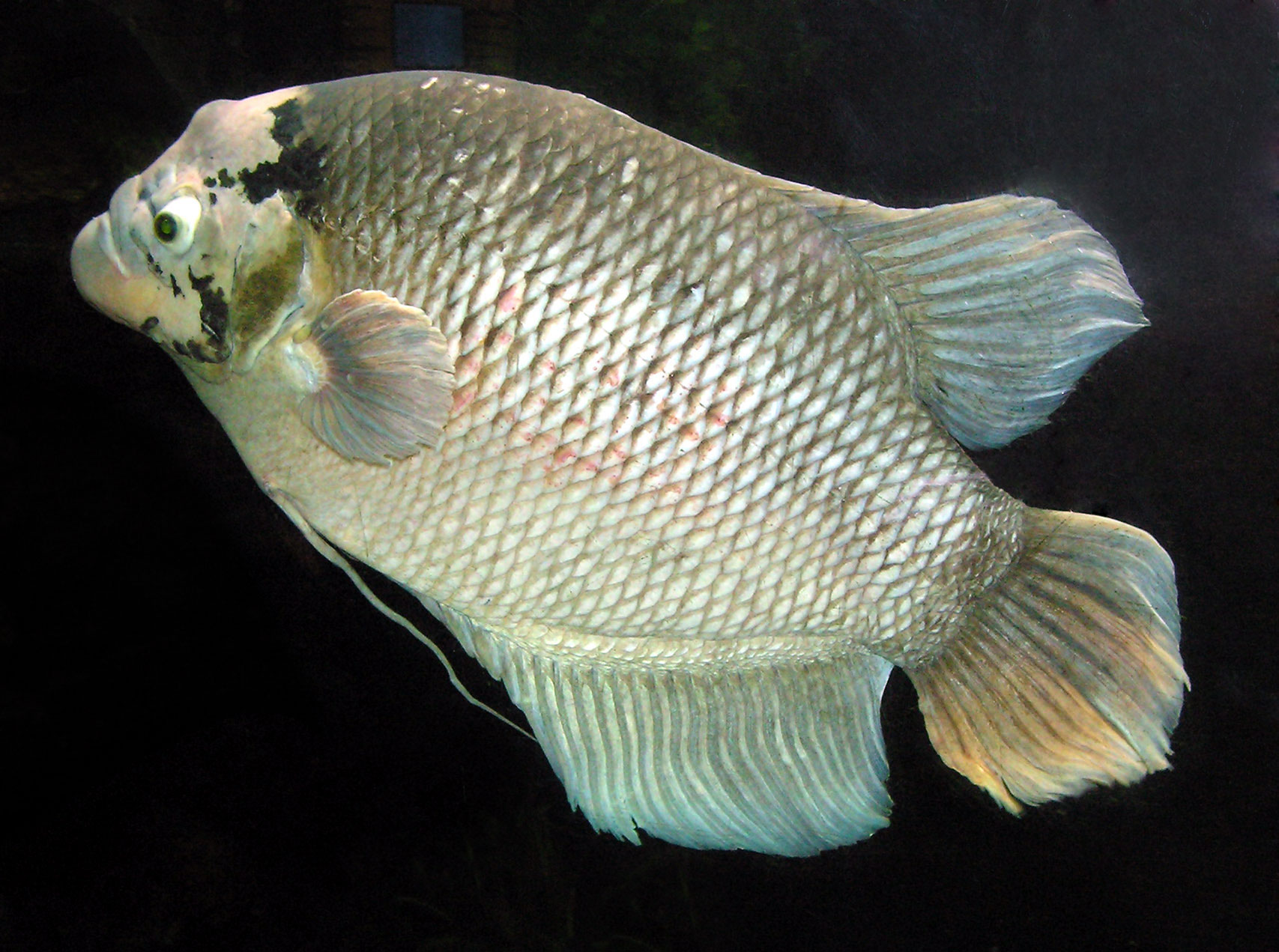
Osphronemus goramy
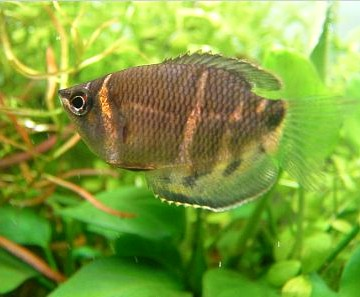
Sphaerichthys osphromenoides
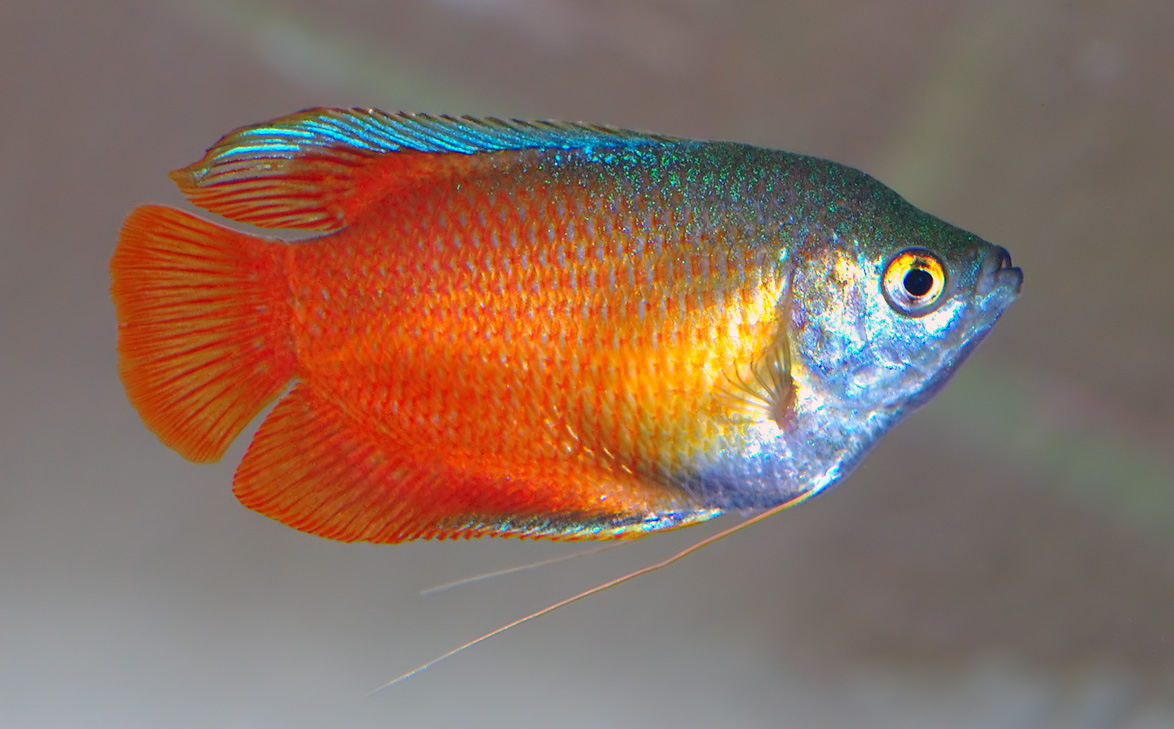
Trichogaster chuna
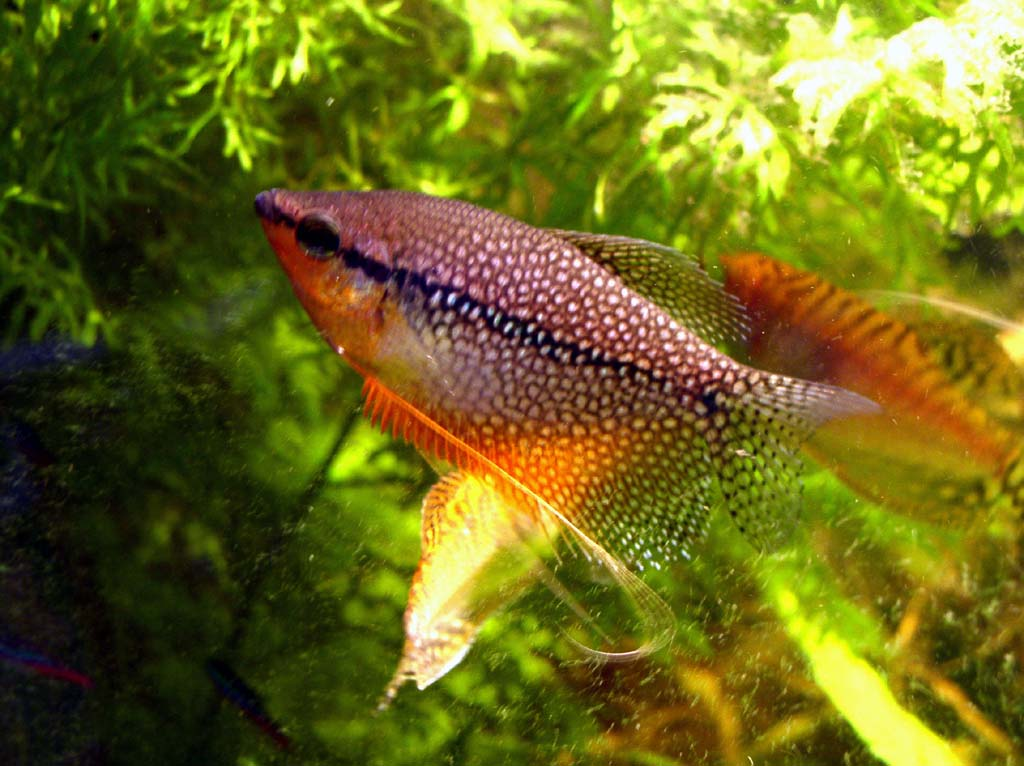
Trichogaster leeri